# Listă de filme americane din 1911

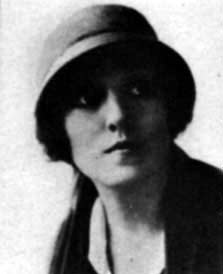
A Tale of Two Cities

Aceasta este o listă de filme americane din 1911:
| Titlu                                    | Regizor                               | Actori                                                           | Gen               | Note |
| ---------------------------------------- | ------------------------------------- | ---------------------------------------------------------------- | ----------------- | ---- |
| Baseball and Bloomers                    |                                       | William Garwood, Marguerite Snow                                 | Sportiv           | mut  |
| The Black Arrow: A Tale of the Two Roses | Oscar Apfel                           | Charles Ogle, Natalie Jerome                                     | Dramă             |      |
| Brown of Harvard                         | Colin Campbell                        | Edgar G. Wynn, Edgar Kennedy (debut)                             | Dramă             |      |
| Cally's Comet                            |                                       | William Garwood                                                  | Dramă             |      |
| The Coffin Ship                          |                                       | William Garwood                                                  | Aventură          |      |
| The Colonel and the King                 |                                       | Marie Eline, William Garwood                                     | Dramă             |      |
| Courting Across the Court                |                                       | William Garwood                                                  | Romantic, comedie |      |
| The Cowboy and the Lady                  |                                       | Alan Hale                                                        | Western           |      |
| Flames and Fortune                       |                                       | Marie Eline, William Garwood                                     | Dramă             |      |
| For Her Sake                             |                                       | William Garwood                                                  |                   |      |
| Her Awakening                            | D. W. Griffith                        | Mabel Normand, Harry Hyde                                        | Dramă             |      |
| The Higher Law                           | George Nichols                        | William Garwood, James Cruze                                     | Dramă             |      |
| David Copperfield                        | Theodore Marston                      | Marie Eline, Florence La Badie, Mignon Anderson, William Russell | Dramă             |      |
| His Trust Fulfilled                      | D. W. Griffith                        | Wilfred Lucas                                                    | Dramă             |      |
| The Italian Barber                       | D. W. Griffith                        | Joseph Graybill, Mary Pickford                                   | Dramă             |      |
| Ultimul mohican                          | Theodore Marston                      | James Cruze                                                      | Dramă             |      |
| The New Superintendent                   | Francis Boggs                         | Herbert Rawlinson                                                | Dramă             |      |
| The Pasha's Daughter                     |                                       | William Garwood                                                  | Dramă             |      |
| Princess Clementina                      | William G.B. Barker                   | H. B. Irving, Alice Young                                        | Aventură          |      |
| The Railroad Builder                     |                                       | William Garwood                                                  | Dramă             |      |
| The Scarlet Letter                       | Joseph W. Smiley, George Loane Tucker | King Baggot, Lucille Young                                       | Dramă             |      |
| The Smuggler                             |                                       | William Garwood                                                  |                   |      |
| Sweet Memories                           | Thomas H. Ince                        | Mary Pickford, King Baggot                                       | Dramă             |      |
| Poveste despre două orașe                | William J. Humphrey                   | Maurice Costello, Florence Turner                                |                   |      |
| That's Happiness                         | George Nichols                        | William Garwood, Bertha Blanchard                                | Dramă             |      |
| The Two Paths                            | D. W. Griffith                        | Dorothy Bernard, Wilfred Lucas                                   | Dramă             |      |
| The Voice of the Child                   | D. W. Griffith                        | Edwin August                                                     | Dramă             |      |
| Won by Wireless                          |                                       | William Garwood                                                  | Thriller          |      |